# Oudenburg
Oudenburg ist eine Stadt in Belgien, Provinz Westflandern, etwa 5 km südöstlich von Ostende.

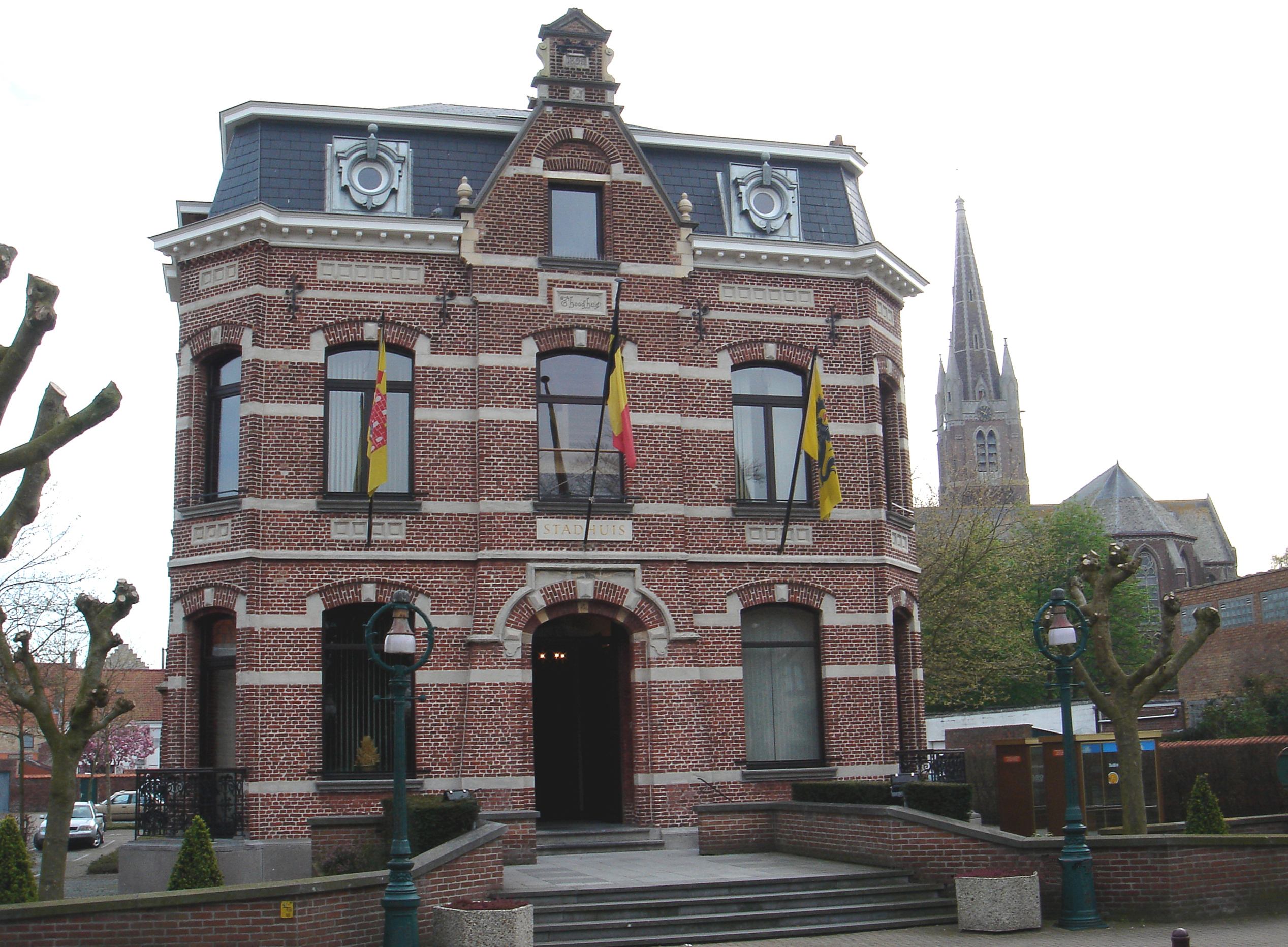
Rathaus von Oudenburg

## Allgemeines
Oudenburg ist eine Flächengemeinde und überwiegend landwirtschaftlich strukturiert. Die Sprache ist Niederländisch und Zweitsprache Französisch.

## Geschichte
Wie Tongern entwickelte sich auch Oudenburg aus einer römischen Siedlung. Zwischen 180 und 250 n. Chr. entstand hier das Kastell Oudenburg und die Zivilsiedlung verwandelte sich in einen Militärstützpunkt. Das Lager stand auf einer Landzunge in der sumpfigen Küstenregion. Das Kastell war Bestandteil einer Festungskette entlang der Nordsee- und Kanalküste in Belgien, Frankreich und England, der sog. Sachsenküste (Litus saxonicum). Sie diente zur Abwehr von sächsischen und friesischen Piraten. Im frühen 5. Jahrhundert verlor es seine militärische Bedeutung, die Garnison wurde zurückgezogen um das Kernland des weströmischen Reiches gegen germanische Invasionen zu verteidigen. Die Festung verfiel in den nachfolgenden Jahrhunderten. Es ist unklar, ob sie bei der Abwehr gegen Raubzüge der Wikinger noch eine Rolle gespielt hat. Später diente das Kastell als Steinbruch für Neubauten in der Region. Graf Balduin V. von Flandern verhandelte die Steine im 11. Jahrhundert bis nach Brügge. Sie wurden dort u. a. für den Bau der dortigen Burg eingesetzt. Die Steine aus den Kastellmauern wurden auch in der Kirche St. Peter in Oudenburg verbaut. Das Kloster wurde während der Französischen Revolution zerstört.

## Sehenswürdigkeiten
Wahrzeichen der Stadt sind die weithin sichtbare Liebfrauenkirche, ein alter Abteihof aus dem Jahre 1671 und die Ruine der Sint-Pietersabdij, die das Romeins Archeologisch Museum beherbergt.

## Städtepartnerschaft
Seit 1970 ist die Stadt Oudenburg mit dem deutschen Limburg an der Lahn verschwistert. Die ersten Kontakte kamen über die ehemals selbständige Gemeinde Dietkirchen, heute ein Stadtteil von Limburg, zustande. 1972 wurde die Partnerschaftsurkunde im Rathaus von Limburg unterzeichnet. 1978 kam die Gemeindepartnerschaft zwischen Essentho und Ettelgem hinzu; beide wurden in der Folgezeit nach Marsberg und Oudenburg eingemeindet.

## Persönlichkeiten
- Maurits Gysseling (1919–1997), Sprachwissenschaftler, Paläograf und Onomastiker